# HIKARI (Ms.OOJAの曲)
「Hikari」（ひかり）は、Ms.OOJAの楽曲。2020年2月5日にUniversal Sigmaから配信限定シングルとしてリリースされた。

## 概要
「Hikari」はMs.OOJAにとって2曲目の配信限定シングル。映画「犬鳴村」の主題歌。映画の公開に先駆けて2020年2月5日に配信開始された。
楽曲は東映系映画「犬鳴村」の主題歌のために書き下ろされた。映画撮影と並行して、監督の清水崇と音楽制作の海田庄吾と映画の世界観について徹底的に話し合いながら楽曲制作が行なわれた。Ms.OOJAが作詞を行う前には清水監督作詞版が存在しており、ホラー映画監督ならではの衝撃的な表現が溢れていた。
映画「犬鳴村」は「呪怨」などを手掛けた清水崇監督によるホラー映画で、2020年2月7日に全国公開された。初日舞台挨拶には監督や主要キャスト等とともにMs.OOJAも登壇し、楽曲やミュージックビデオ制作のエピソードを披露した。
ミュージックビデオは清水崇監督自らメガホンをとった作品。楽曲完成の数ヶ月も前からミュージックビデオの撮影が先行され、映画収録地にて映画製作と並行して撮影された。完成までに約1年を要し、映像はミュージックビデオのために撮影されたものと実際の映画のシーンで構成された。Ms.OOJAも初めて演技に挑戦した。
楽曲のジャケット写真とアーティスト写真のプロデュースは主演を務めた三吉彩花が初挑戦した。Ms.OOJAが三吉彩花に依頼することで実現し、三吉彩花は撮影当日も裏方として制作に携わった。

## 収録曲
| #         | タイトル   | 作詞      | 作曲      | 時間 |
| --------- | ---------- | --------- | --------- | ---- |
| 1.        | 「Hikari」 | Ms.OOJA   | 海田庄吾  | 4:24 |
| 合計時間: | 合計時間:  | 合計時間: | 合計時間: | 4:24 |

## ミュージックビデオ
| 曲名   | ミュージックビデオ                                                                                             |
| ------ | --- |
| Hikari | Ms.OOJA 「Hikari」Official Music Video(2月7日公開映画「犬鳴村」主題歌/監督:清水崇) - YouTube                   |
| Hikari | Ms.OOJA 「HIKARI」Official Music Video(Live from 「Ms.OOJA Live Tour 2019」昭和女子大学人見記念講堂) - YouTube |
| Hikari | Ms.OOJA 「HIKARI」Official Music Video(映画「犬鳴村」主題歌ジャケット撮影メイキング映像) - YouTube             |
| Hikari | Ms.OOJA 「HIKARI」Official Music Video(映画「犬鳴村」主題歌ミュージックビデオ撮影メイキング映像) - YouTube     |

## タイアップ
| 曲名   | タイアップ                 |
| ------ | -------------------------- |
| Hikari | 東映系映画「犬鳴村」主題歌 |

## 収録アルバム
| # | 楽曲   | アルバム      | アルバム |
| # | 楽曲   | 発売年月日    | タイトル |
| - | ------ | ------------- | -------- |
| 1 | Hikari | 2021年10月6日 | Present  |